# Lista de monarcas de Montenegro
O Montenegro foi um principado independente durante grande parte da Idade Média, e depois foi dominado pelo Império Otomano. Montenegro obteve de volta a independência em 1878, mesmo ano em que a Sérvia também conseguiu a sua, mas mantiveram-se reinos separados até 1918, quando se unificaram para formar a Iugoslávia.

## Reis da Dóclea
A Dóclea é uma região histórica entre o atual sudoeste da Sérvia e o norte do Montenegro.
- Arconte Pedro, Príncipe da Dóclea, c.854
- Tugemir, século X
- Hvalimir, século X, filho de Tugemir
- Petrislau (Petrislav), (971 - 990) - filho de Tugemir
- Dragomir, século X, neto de Tugemir
- Miroslau, século X, neto de Tugemir
- João Vladimir (Jovan Vladimir), (c.990 – 1016), filho de Petrislau

### Dinastia Vojislavljević
- Estêvão Vojislau (Stefan Vojislav), (c.1034 – 1050)
- Miguel I Vojislau (Mihajlo), (c.1050 – 1081)
- Constantino Bodino, (1081 – 1101)
- Miguel II Vojislau e Dobroslau II, (1101 - 1102), filhos de Bodino
- Dobroslau III (Dobroslau), (1102)
- Cotchopar (Kočopar), (1102 – 1103)
- Vladimir, (1103 – 1113), sobrinho de Bodino
- Jorge (Đorđe), (1113 – 1118), filho de Bodino
- Grubesha (Grubeša), (1118 – 1125)
- Jorge (Đorđe), (1125 – 1131) segunda vez, filho de Bodino
- Gradina (Gradihna), (1131 – 1146)
- Radoslau (Radoslav), (1146 - 1162), filho de Gradihna
- Miguel III Vojislav, (1162-1186)

## Reis de Zeta
O Principado de Zeta era uma das regiões da Iugoslávia.

### Dinastia Balshitch
- Balša I (1356 – 1362)
- Jorge I (1362 – 1378) (Đurađ)
- Balša II (1378 – 1385)
- Jorge II (1385 – 1403)
- Balša III (1403 – 1421), antes de morrer, Balsha III prometeu o país para seu tio, o déspota sérvio Estêvão Lazarević
- Estêvão Lazarević (1421-1427) - déspota sérvio
- Jorge Branković (1427-1435)

### Casa de Crnojević
- Estêvão I Crnojević, (1435 – 1465)
- João Crnojević (1465 – 1490)
- Jorge IV Crnojević (1490 – 1496)
- Estêvão II (1496-1498)

## Soberanos do Montenegro

### Príncipes-Bispos do Montenegro
Entre 1516 e 1696, o Montenegro foi governado por "Vládicas" (Vladikas), ou Príncipes-Bispos.
- Vládica Vavil {Vavil) (1516 - 1520) vládica a partir de 1493
- Vládica Germano II {German) (1520 - 1530)
- Vládica Paulo {Pavle) (1530 - 1532)
- Vládica Basílio I {Vasilije) (1532 - 1540)
- Vládica Nicodemo {Nikodim) (1540)
- Vládica Rômulo {Romil]] (1540 - 1559)
- Vládica Macário {Makarije) (1560 - 1561)
- Vládica Rubim I {Ruvim I) (1561 - 1569)
- Pahomije II Komanin (1569 - 1579)
- Vládica Gerásimo {Gerasim) (1575 - 1582)
- Vládica Benjamim {Venijamin) (1582 - 1591)
- Vládica Nicanor {Nikanor) (1591 - 1593)
- Vládica Estêvão {Stefan), joint ruler with Nikanor (1591 - 1593)
- Ruvim II Boljević-Njegos (1593 - 1636)
- Vacant (1636 - 1639)
- Mardarije I Kornečanin (1639 - 1649)
- Vládica Visarion I (1649 - 1659)
- Mardarije II Kornečanin (1659 - 1673)
- Rubim III Boljević (1673 - 1685)
- Basílio II Velikrasić (1685) (Vasilije)
- Visarion II Banjica (1685 - 1692)
- interregno (1692 - 1694)
- Sava I Kaluđerović (1694 - julho de 1696)

### Príncipes-Bispos do Montenegro da Dinastia Petrović-Njegoš
A Casa de Petrović-Njegoš manteve o título de vládicas, e reinoou de 1696 a 1852.
- Danilo I 1696-1735[1]
- Sava II 1735-1782
- Basílio III junto com Sava II 1750-1766 (Vasilije)
- Pedro I 1782-1830 (Petar)[1]
- Pedro II 1830-1851 (Petar)
- Danilo II 1851-1852[1]

### Príncipes do Montenegro
- Danilo I 1852-1860
- Nicolau I 1860-1910 (Nikola)[1]

### Reis do Montenegro
- Nicolau I 1910-1918[1]

#### Pretendentes ao trono montenegrino no exílio
- Nicolau I, 13 de agosto de 1860- 1 de março de 1921[1]

- Danilo, 1 de março de 1921- 7 de março de 1921[1]
- Miguel, 7 de março de 1921- 13 de julho de 1922 - incorporação à Sérvia reconhecida pelas potências ocidentais em 1922, rei titular do Montenegro até 24 de março de 1986[1]
- Nicolau - rei titular do Montenegro, de 24 de março de 1986 até hoje. Nicolau também é o Grão-Mestre hereditário da Ordem de Danilo I; da Ordem de São Pedro e da Ordem de do Obilic Dourado.